# Haradi, Sidlaghatta
Haradi là một làng thuộc tehsil Sidlaghatta, huyện Kolar, bang Karnataka, Ấn Độ.